# Ballon de Servance
Pour les articles homonymes, voir Ballon et Servance.
Le ballon de Servance est un sommet du massif des Vosges méridionales, en limite de la Bourgogne-Franche-Comté et de la région Grand Est. Il est le point culminant du département de la Haute-Saône, et de la réserve naturelle nationale des Ballons comtois. Il constitue le premier sommet significatif d'une altitude supérieure à 1 000 m lorsqu'on aborde le massif des Vosges par le sud-ouest. Son voisin, le ballon d'Alsace, ne le domine que de 31 mètres.
La partie sommitale est occupée par une chaume, une des plus réduites du massif, dominée par des installations militaires interdites d'accès et un alpage destiné aux troupeaux de vaches pendant l'estive. Une double catastrophe aérienne s'y produit le 25 juin 1963, impliquant deux avions de combat américains, dont les pilotes sont tués. L'alpage est traversé par un chemin de randonnée qui relie le col du Ballon de Servance au refuge du Sailley ainsi qu'au col du Luthier.

## Toponymie
Le sommet est désigné d'après le nom de la commune de Servance située en contrebas du Haut-du-Them, dans la vallée de l'Ognon. Ce mot signifie en langue d'oïl « service ou redevance d'un fief ».

## Géographie

### Situation
Le ballon de Servance s'élève à 1 216 mètres d'altitude, à la limite de deux départements : la Haute-Saône dont il est le point culminant, et les Vosges. Il est compris entre le ballon d'Alsace à l'est (dont il est séparé par le col du Stalon), le massif de Château-Lambert à l'ouest, la vallée du Rahin et le massif de la Planche des Belles Filles au sud et la vallée de la Haute Moselle au nord.

### Localités environnantes
Les communes les plus proches sont Le Thillot, Fresse-sur-Moselle et Saint-Maurice-sur-Moselle sur le versant vosgien, ainsi que le Haut-du-Them (hameau de Château-Lambert), Servance-Miellin et Plancher-les-Mines sur le versant haut-saônois.

### Transports et voies de communication

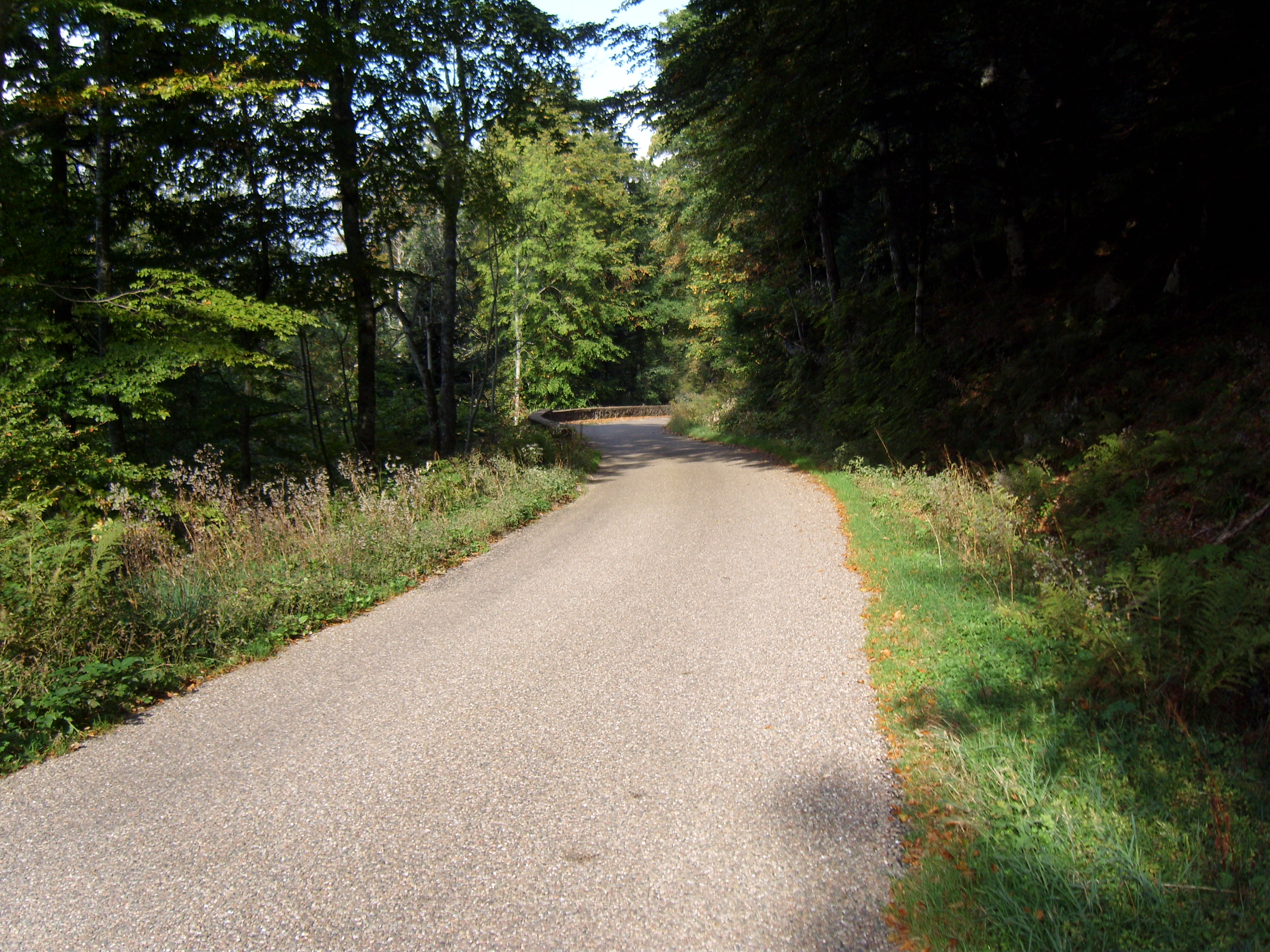
La route d'accès.

La route militaire construite au XIXe siècle pour la desserte du fort établi au sommet constitue aujourd'hui la route départementale 16.
Cette route a pour particularité, outre d'être une route de montagne à la fois très étroite et très pentue, de ne pas être déneigée en hiver. Les conducteurs doivent donc impérativement respecter la signalisation indiquant que la route est fermée, au risque de se retrouver en mauvaise posture, les hauteurs de neige pouvant être importantes et une manœuvre de demi-tour étant souvent impossible. L'enneigement peut durer plusieurs mois, de novembre à mars généralement, avec des névés encore présents parfois en avril. Cette limitation d'accès pendant une importante partie de l'année permet à la faune d'être moins dérangée pendant l'hiver.
Une piste militaire d'atterrissage a été établie au sommet, à proximité du fort, en 1958, et a fonctionné jusqu'en 1963. La végétation y a repris ses droits et elle n'est plus praticable.

### Géologie
Le massif est constitué de granites dit « des ballons ». Les vallées de l'Ognon et du Rahin présentent un modelé glaciaire avec une forme en auge caractéristique d'une érosion provoquée par un important glacier. Celui-ci a laissé des moraines et des verrous.

### Hydrographie
Le Rahin, qui arrose notamment Plancher-les-Mines, Champagney, ainsi que Ronchamp, naît sur les contreforts du Ballon de Servance, à partir de nombreux petits écoulements. C'est le principal cours d'eau issu de cette montagne, qui arrose cependant deux bassins versants :
- celui de la Saône et donc du Rhône, avec les cours d'eau suivants :
  - le Rahin, dont la source se trouve au col du Stalon, et ses petits affluents, en particulier le Rossely,
  - la Doue de l'Eau et les ruisseaux de la Fonderie et du Ballon qui alimentent l'Ognon,
- celui du Rhin, alimenté par le ruisseau des Presles, affluent de la Moselle[3].

### Climat
La station météorologique de Météo France la plus proche du ballon de Servance est celle de Luxeuil. Le climat est de type montagnard. Il en résulte des étés orageux, des hivers rudes, et une pluviométrie importante.
Au ballon de Servance, l'altitude contribue à la rudesse des hivers, à la fréquence et la violence des vents, et à l'importance des précipitations, notamment sous forme de neige. Le relief étant le premier obstacle sur le trajet des perturbations océaniques et des vents d'ouest dominants, l'abaissement des températures avec l'augmentation de l'altitude favorise des précipitations importantes.
Ce climat peut être apprécié à la lecture des données de deux stations météorologiques locales, celle de Belfahy et celle du fort du sommet, reprises dans le plan de gestion de la réserve naturelle des Ballons Comtois. Les précipitations sont importantes avec 1 900 mm d'eau par an (sous forme liquide ou de neige). Même en 2003, année de forte sécheresse, il est tombé 1 331 mm d'eau. Les mois de décembre sont particulièrement arrosés. La température moyenne annuelle au sommet est de 6 °C. Les températures moyennes des mois de décembre, janvier et février y sont négatives. Des gelées très tardives sont possibles (149 jours de gel en 2010), de même que des températures négatives très basses (jusqu'à −20 °C). L'ensoleillement est médiocre et il n'existe pas réellement de saison sèche.

### Faune et flore
La quasi-totalité du massif est recouverte de forêts de conifères et de feuillus ; quelques tourbières constituent de rares clairières.
Exposée au sud, la majeure partie du sommet du ballon est occupée par une chaume, prairie favorisée par l'homme que l'on rencontre sur la plupart des sommets vosgiens à partir d'une certaine altitude. Cette chaume n'est probablement pas à une altitude suffisante pour être entièrement naturelle, elle est sans doute largement due à l'activité pastorale et elle se reboise d'ailleurs spontanément depuis que cette activité est devenue moins régulière. Pour contrer cette évolution naturelle, la chaume a fait l'objet en 2014 de travaux de restauration, comprenant la suppression de nombreux épicéas, dans le cadre de la gestion de la réserve naturelle des Ballons comtois. Cette intervention a permis de reconquérir huit hectares de pâturages.

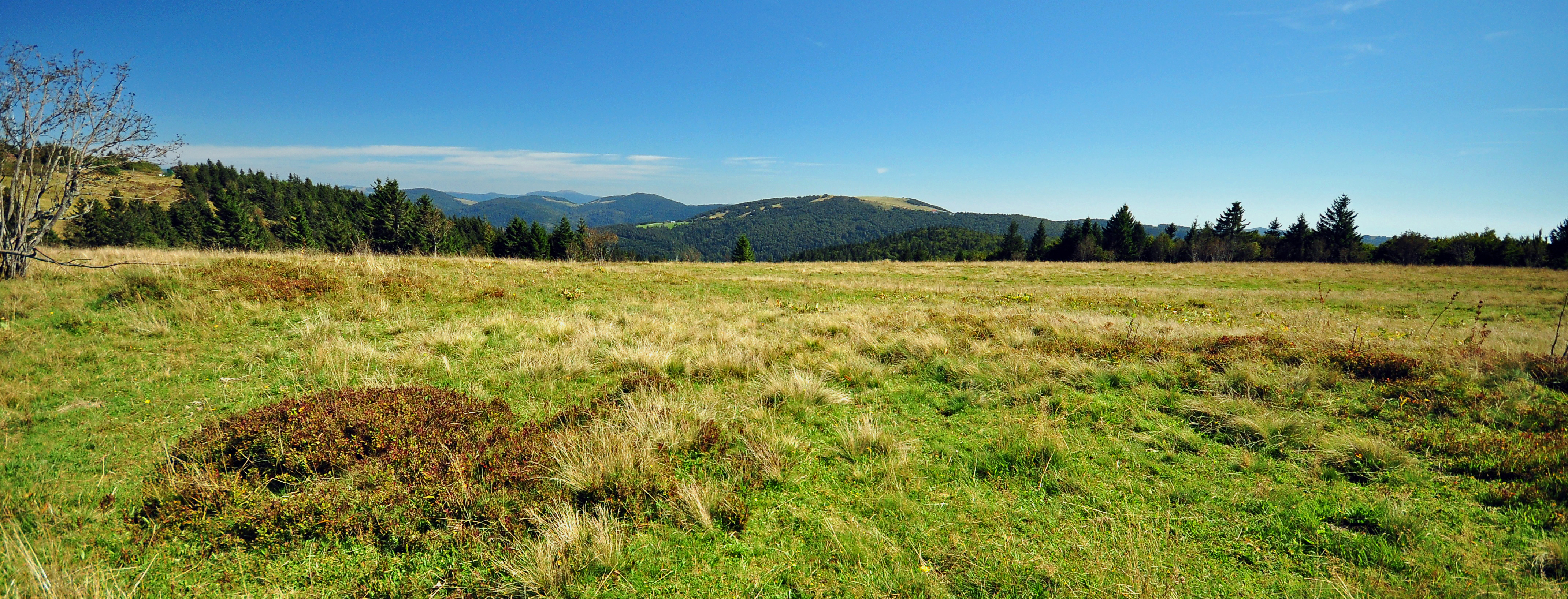
Chaume sommitale, en septembre 2012, avec le ballon d'Alsace à l'arrière-plan.
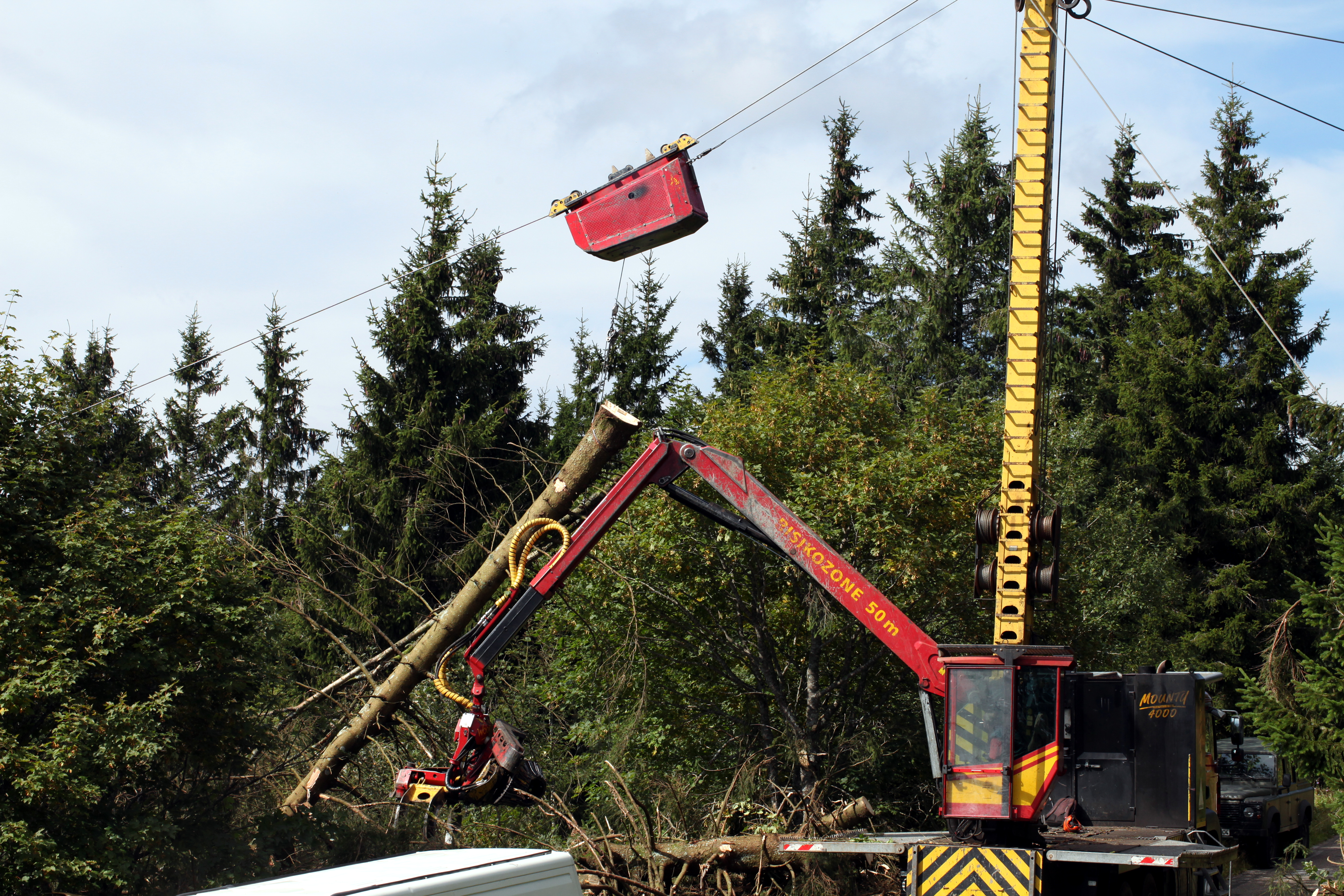
Chantier de restauration de la chaume sommitale en 2014 : débardage des épicéas par câble.

En revanche, le versant nord de la partie sommitale est à la fois très raide et mal exposé ; il conserve un enneigement important de longs mois durant et ceci favorise une végétation naine sans couvert forestier.
Sur la crête reliant le sommet au col du Stalon, en direction du ballon d'Alsace, se trouve une grande clairière pastorale, le col du Beurey, également en voie d'enfrichement.
La longue crête qui prolonge le sommet du ballon en direction de Belfahy comprend le plateau de Bravouse, qui abrite une tourbière, et dont l'accès est réglementé.
Les milieux les plus remarquables du massif, tels que les éboulis et les tourbières, abritent une flore patrimoniale :
- Camarine noire ;
- Chèvrefeuille noir ;
- Rosier des Alpes ;
- Drosera à feuilles rondes.

Les espèces animales suivantes sont présentes dans le massif du ballon de Servance :
- Chamois ;
- Chouette de Tengmalm ;
- Gélinotte des bois ;
- Faucon pèlerin ;
- Lynx boréal ;
- des pics, tels que le Pic noir et le Pic cendré ;
- Grand Tétras.

## Histoire

### Le fort du sommet
Le fort Scherer est un fort de type Séré de Rivières construit de 1877 à 1879 au sommet pour surveiller et défendre la frontière franco-allemande alors toute proche, à la suite de l'annexion de l'Alsace en 1871 en application du traité de Francfort. Son artillerie permet de battre la route du ballon d'Alsace et la vallée de la Moselle. Les forts du ballon de Servance, de Giromagny et de Château-Lambert peuvent se défendre mutuellement et sont reliés par télégraphe électrique.
Le fort est complété par une batterie annexe permettant de surveiller les accès par le Stalon, le Rossely et la route du ballon d'Alsace.
Il avait à l'origine un effectif de 238 hommes. Après modernisation et réagencements, sa garnison de guerre atteignait en 1914 un effectif de 583 hommes dont seize officiers,.
La construction du fort a rendu nécessaire l'établissement d'une route desservant le sommet.
Construit en 1880 et aujourd'hui disparu, un hôtel situé au sommet offrait un divertissement à la garnison du fort.
En 1951, une première station radar militaire commence à fonctionner dans l'enceinte du fort Scherer.

### Le champ de tir du Rossely
La tourbière du Grand Rossely a servi de champ de tir à la fin du XIXe siècle. Des baraquements ont été construits pour accueillir jusqu'à deux cents hommes, et des aménagements ont été réalisés dans la tourbière (murs abritant les tireurs, butte pour les cibles...). Il ne reste plus aujourd'hui que quelques vestiges de ces installations.
En raison de sa haute valeur patrimoniale, la tourbière est désormais fermée au public, dans le cadre de la réserve naturelle.

### La catastrophe aérienne de 1963

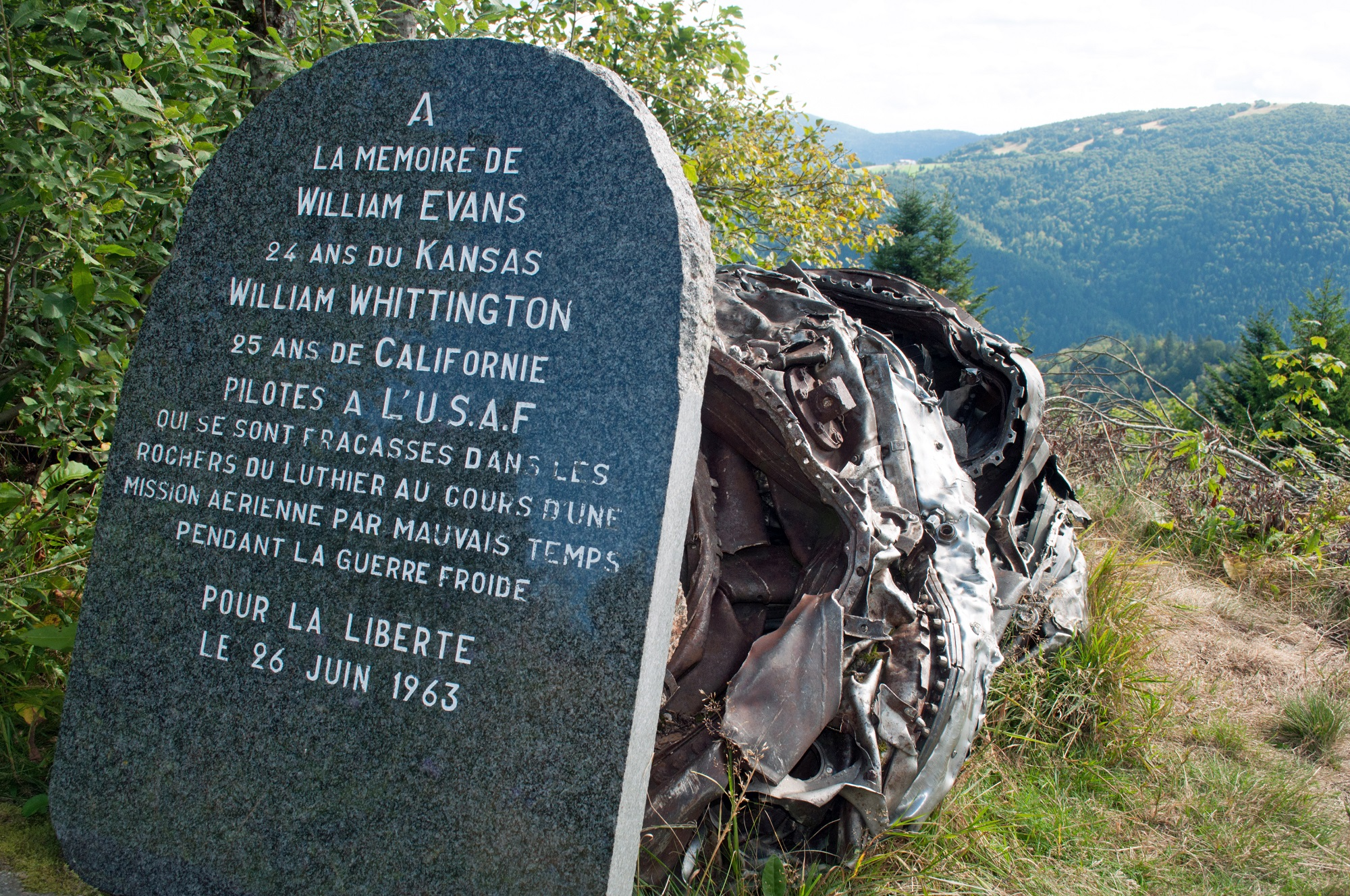
La stèle dédiée aux deux pilotes, appuyée sur les restes d'un réacteur.

Dans la matinée du 25 juin 1963, deux avions de guerre américains, des F-100 Super Sabre, s'écrasent en même temps dans les roches du Luthier, en raison du mauvais temps. Les pilotes auraient dû signaler leur position à 10 heures mais ne l'ont pas fait. Les deux appareils avaient décollé de la base de Hahn en Allemagne, et devaient rejoindre Mâcon.
Près de la limite entre Vosges et Haute-Saône, à proximité du refuge Sailley situé en contrebas du fort, dans le versant est du sommet (47° 49′ 45″ N, 6° 47′ 57″ E), se trouve une stèle dédiée aux deux pilotes tués dans cette double catastrophe aérienne simultanée. Derrière la stèle ont été conservés les restes d'un réacteur. La stèle mentionne par erreur la date du 26 juin 1963 qui est en réalité la date à laquelle les épaves ont été retrouvées. Les deux pilotes s'appelaient William Evans, 24 ans, originaire du Kansas, et William Whittington, 25 ans, originaire de Californie. La stèle rappelle qu'en cette époque de Guerre froide, ils sont morts pour la liberté.

## Activités

### Présence militaire

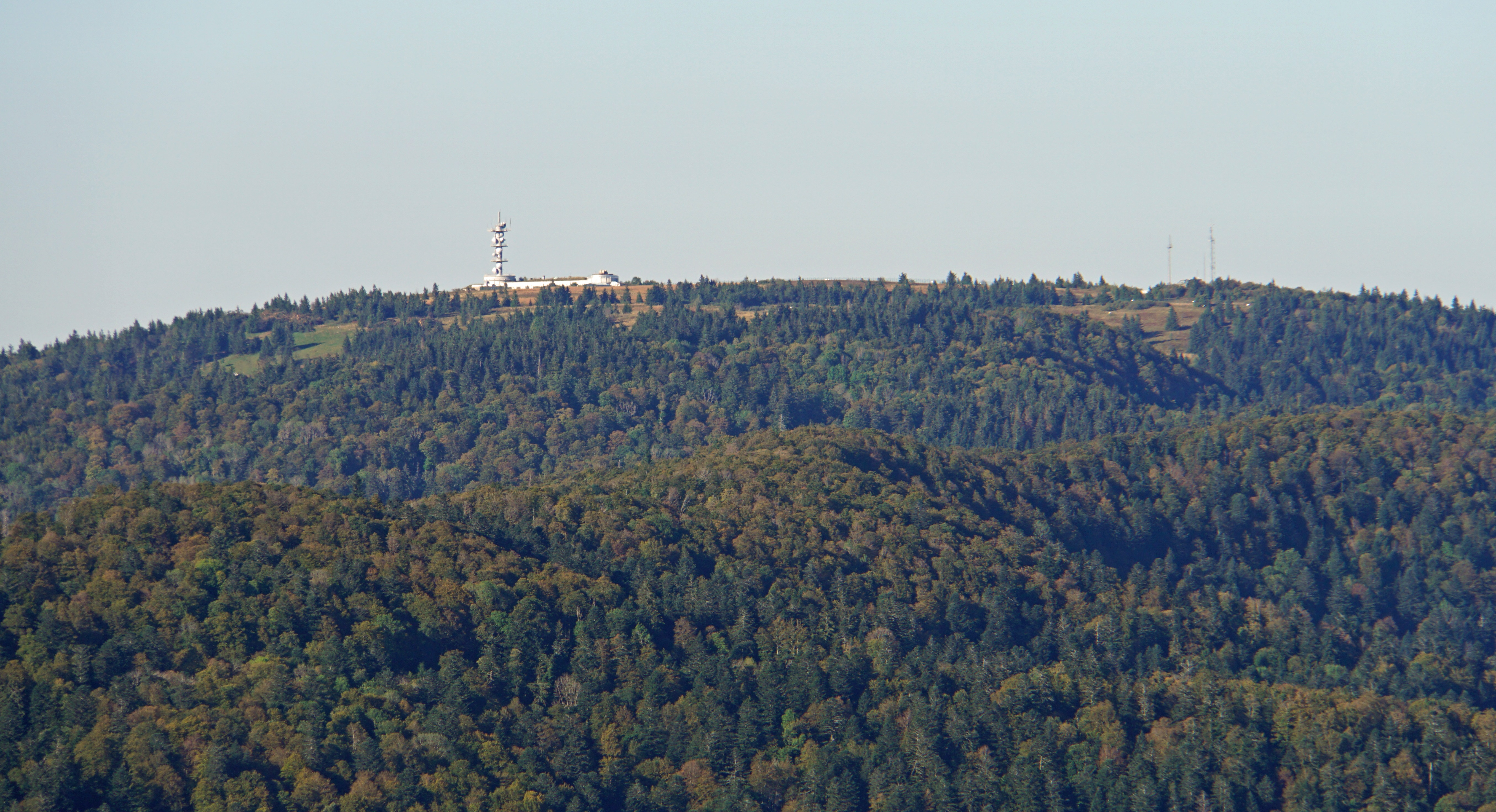
Vue du sommet et des antennes.

Le ballon de Servance est reconnaissable aux antennes de surveillance de l'espace aérien qui hérissent son sommet. Ces installations militaires de télédétection occupent l'ancien fort. L'accès au terrain militaire est interdit. Des panneaux le rappellent et indiquent également la présence de défenses antipersonnel dangereuses (piquets métalliques spiralés dits « queues de cochon » dont la pointe acérée est située à quelques dizaines de centimètres au-dessus du sol).
Le site est rattaché à la base aérienne 116 Luxeuil-Saint Sauveur,. Un escadron sol-air basé à Luxeuil portait d'ailleurs le nom de Servance. Il a été dissous en 2014.

### Protection environnementale
Depuis le 4 juillet 2002, date du décret portant création de la réserve, le ballon de Servance se trouve dans le périmètre de la réserve naturelle nationale des Ballons comtois. La gestion en est assurée conjointement par l'Office national des forêts et le parc naturel régional des Ballons des Vosges.
Les activités sont réglementées dans le périmètre de la réserve, telles que la randonnée, la chasse, la cueillette et l'exploitation forestière. L'accès à certaines zones d'intérêt biologique (tourbières de Bravouse et du Grand Rossely) est totalement interdit, notamment pour limiter le dérangement des grands Tétras. Hors itinéraires balisés et chemins, l'accès à la réserve est interdit du 15 décembre au 15 juillet.
À l'intérieur de la réserve, la chaume sommitale et la clairière du col du Beurey sont inventoriées au titre des zones naturelles d'intérêt écologique, faunistique et floristique (ZNIEFF).

### Agriculture
Le ballon de Servance est aujourd'hui inhabité mais quelques activités agricoles se maintiennent dans ses hautes vallées.
Une ferme a existé au col du Beurey, où subsiste une petite chaume formant une vaste clairière. Les ruines de ce bâtiment sont toujours visibles. Il est abandonné pendant la Première Guerre mondiale,.
Dans le cadre du plan de gestion de la réserve naturelle et afin de prévenir son enfrichement spontané, la chaume du sommet du ballon fait l'objet d'un pâturage extensif assuré par le troupeau d'un agriculteur local.

### Randonnée pédestre
Deux sentiers de grande randonnée, le GR 7 et le GR 59, se séparent au ballon de Servance, près du petit refuge Sailley (dit aussi refuge du Luthier), entre le sommet et le col du Luthier (1 104 mètres), vers 1 150 mètres d'altitude. Ces deux itinéraires commencent au même endroit au ballon d'Alsace et rejoignent le ballon de Servance par le col du Stalon et le col du Luthier. À partir de leur diffluence au ballon de Servance, ils s'orientent vers le nord-ouest pour le GR 7, et vers le sud-ouest pour le GR 59.

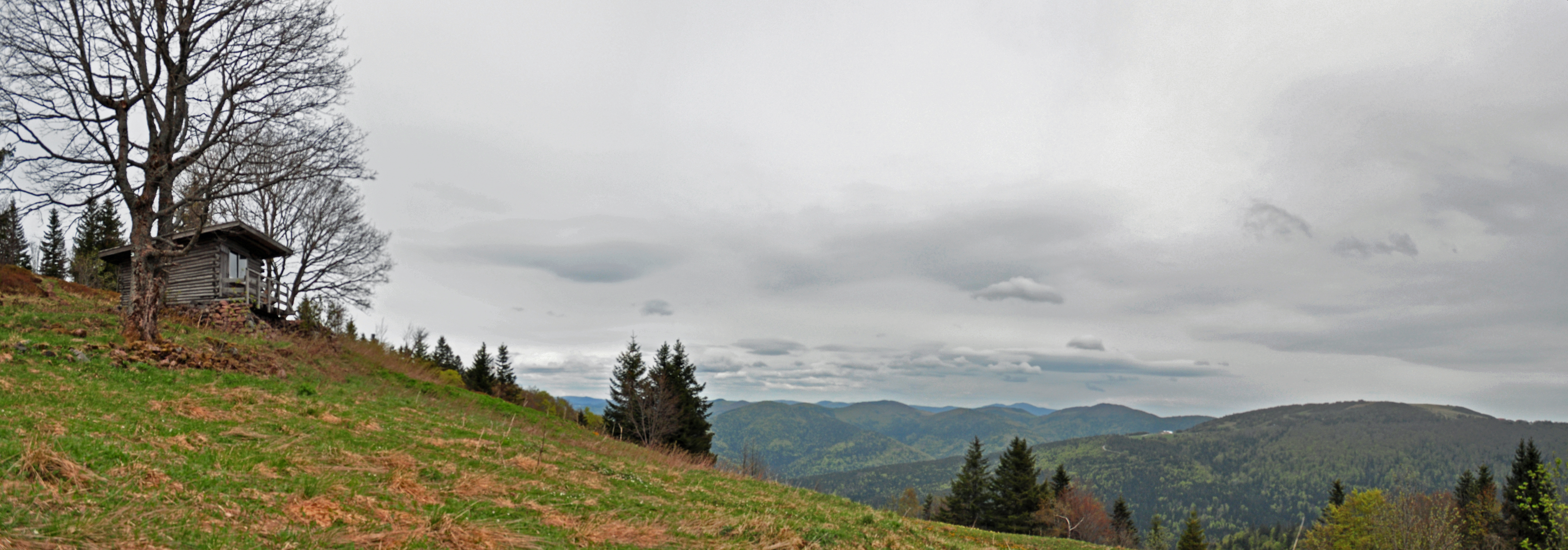
Le refuge Sailley au col du Luthier.

Un autre itinéraire de randonnée, local, dessert le versant ouest du ballon, et permet de rejoindre les villes et villages du piémont (Haut-du-Them, Château-Lambert, Le Thillot).
Ces trois itinéraires sont balisés par les sections locales du Club vosgien.